# Old Town (Hertfordshire)
Old Town – dzielnica miasta Stevenage, w Anglii, w Hertfordshire, w dystrykcie Stevenage. W 2011 roku dzielnica liczyła 7922 mieszkańców.